# Réseau de santé (France)
Un réseau de santé est, en France, un acteur de santé dont la mission est définie par le Code de la santé publique. Il a pour objet de favoriser l'accès aux soins, la coordination, la continuité ou l'interdisciplinarité des prises en charge sanitaires, notamment de celles qui sont spécifiques à certaines populations, pathologies ou activités sanitaires.
Les réseaux de santé assurent une prise en charge adaptée aux besoins de la personne tant sur le plan de l'éducation à la santé, de la prévention, du diagnostic que des soins. Ils peuvent participer à des actions de santé publique. Ils procèdent à des actions d'évaluation afin de garantir la qualité de leurs services et prestations.
Ils sont constitués entre les professionnels de santé libéraux, les médecins du travail, des établissements de santé, des groupements de coopération sanitaire, des centres de santé, des institutions sociales ou médico-sociales et des organisations à vocation sanitaire ou sociale, ainsi qu'avec des représentants des usagers.
Les réseaux de santé qui satisfont à des critères de qualité ainsi qu'à des conditions d'organisation, de fonctionnement et d'évaluation fixés par décret peuvent en France bénéficier de subventions de l’État, dans la limite des crédits inscrits à cet effet chaque année dans la loi de finances, de subventions des collectivités territoriales ou de l'assurance maladie ainsi que de financements des régimes obligatoires de base d'assurance maladie pris en compte dans l'objectif national de dépenses d'assurance maladie.

## Historique

### Débuts
Pour certains auteurs, les réseaux de santé sont apparus avant 1914 en France lors de la création de dispensaires pour la lutte contre la tuberculose ou centres médicaux des mines.
Puis l'histoire des réseaux de santé rejoint celle de l'hospitalisation à domicile (HAD) : la première convention relative à l’HAD est signée en 1960 entre d’une part Santé Service issu de l’Institut Gustave-Roussy et l’HAD de l’Assistance publique - Hôpitaux de Paris (AP-HP) et d’autre part la Caisse Primaire d’Assurance Maladie (CPAM). Elle concerne la prise en charge de patients cancéreux demandant l’intervention et la coordination de plusieurs acteurs autour du patient : médecin hospitalier, médecin traitant, assistante sociale, infirmière, aide-soignante et aide-ménagère.
À la fin des années 70 et au début des années 80, la caisse nationale de l'assurance maladie (CNAM) et la Mutualité sociale agricole (MSA) portent le projet pilote de Centre de Santé Intégré de Saint-Nazaire.
À la même époque, le syndicat national des médecins de groupe (SNMG) propose son concept de « développement sanitaire » qui s'appuie sur une démarche de soins globalisés à domicile. À partir de cette expérience se construit le premier réseau de professionnels de santé libéraux : Lubersac Santé qui propose le concept d'hospitalisation externe à domicile (HED).
En 1985, Robert Launois, économiste de la santé, fait un parallèle entre Health maintenance organization (HMO) aux États-Unis et réseaux de soins coordonnés (RSC) et propose leur développement en vue de rationaliser le secteur de la santé (allocation des ressources plus efficiente, organisation optimisée des professionnels de santé).
L’apparition du SIDA au début des années 80, bouleverse le contexte sanitaire et social. Sur l’ensemble du territoire national, des médecins s’organisent spontanément en réseaux locaux pour accompagner des patients jeunes dans le cadre d’une prise en charge coordonnée
- au niveau médical et paramédical :
  - test VIH ;
  - traitement des maladies opportunistes (les thérapies n’existent pas encore) ;
  - recherche d'essais cliniques ;
  - gestion des déchets médicaux à domicile ;
  - soins infirmiers ;
  - soins palliatifs...
- au niveau social :
  - couverture sociale ;
  - accès aux droits ;
  - hébergement et logement ;
  - aides diverses...
- au niveau psychologique :
  - accompagnement en fin de vie ;
  - accompagnement des familles ;
  - gestion de la douleur ;
  - burnout ;
  - aide aux aidants...

Ces réseaux sont difficilement dénombrables car tous n’ont pas un statut juridique (ex.: association loi de 1901) : en 1996, leur nombre est estimé à 500.
La mobilisation des patients au travers d’association (AIDES) et leur participation active dans certains réseaux et certains protocoles hospitaliers modifient à la fois les rapports patient/médecin et les rapports ville/hôpital.
À cela s’ajoutent les problèmes liés à l’usage de drogue par voie intraveineuse qui propage la maladie et fait des UDVI  une population à haut risque. Si certains réseaux restent sur des modes de prise en charge qui leur sont propres, d'autres s’engagent dans la politique de réduction des risques - Rénapsud à Bordeaux (Michel De Ducla), REPSUD à Paris (Jean Carpentier), réseau Rive Gauche à Paris (Anne Vellay), Option Vie à Nice (Alain Mucchielli (en)), réseau Toxicomanie Espace MG à Strasbourg (Alain Gagnon, Stéphane Robinet), RETOX 84 (Didier Bry) à Avignon par exemple - et/ou deviennent polythématiques : SIDA, toxicomanie, hépatite dans la mesure où ces pathologies sont fréquemment rencontrées chez un même patient.
Le 4 juin 1991 paraît la circulaire DH/DGS no 612 relative à la mise en place des réseaux ville-hôpital dans le cadre de la prévention et de la prise en charge sanitaire et sociale des personnes atteintes d'infection à VIH qui reconnaît l’existence préalable de réseaux et propose de leur attribuer sous conditions des moyens financiers de fonctionnement.
Parallèlement commencent à se développer des réseaux sur d’autres thématiques : cancer, diabète, asthme, gérontologie, soins palliatifs.
Puis viennent les textes suivants :
- la circulaire no 72 du 19 novembre 1993 relative aux orientations dans le domaine sanitaire du plan de lutte contre la drogue qui incite à « apporter un soutien aux regroupements de médecins libéraux, de créer un poste de médecin au sein de l'hôpital afin de "réaliser l'interface avec le regroupement de médecins et les centres spécialisés de soins aux toxicomanes ». Il s’agit du début des réseaux dits « ville-hôpital »[11] ;
- la circulaire DGS/SP2 no 74bis du 2 décembre 1993 définissant le cadre dans lequel les directions départementales des affaires sanitaires et sociales (DDASS) peuvent « obtenir le financement des projets s'inscrivant dans le plan santé-ville : les réseaux de santé de proximité, l'accueil des populations démunies à l'hôpital, la formation »[12] ;
- la circulaire DGS-DH no 15 du 7 mars 1994 « relative aux lits réservés pour les cures de sevrage dans les services hospitaliers et au développement des réseaux ville-hôpital, dans le cadre de la prise en charge des usagers de drogues »[13] ;
- la circulaire DGS/SP no 88 du 1er décembre 1994 « relative aux actions de santé en faveur des personnes en difficulté précisant dans quel cadre les DDASS pourront mobiliser les crédits affectés au soutien des réseaux de santé de proximité »[14] ;
- la circulaire DGS/DH no 44 du 9 mai 1995 « relative à l’organisation des soins pour les patients atteints d’hépatite C et qui précise que les soins pour ces patients doivent être organisés sous forme de réseaux entre les praticiens hospitaliers et libéraux »[15] ;
- la circulaire DGS no 707 du 19 novembre 1996 « relative à la promotion du travail en réseau pour l’organisation de la prise en charge précoce des problèmes liés à l’alcool »[16].

### Ordonnances de 1996
En 1996, deux ordonnances dites « ordonnances Juppé » introduisent parallèlement du côté hospitalier et de la médecine de ville, le concept d'une organisation des soins en réseau :
- l'ordonnance no 96-345 du 24 avril 1996, portant sur la réforme de l'hospitalisation publique et privée (article L.712-3-2 du code de la santé publique) encourage la constitution des réseaux de santé pour « assurer une meilleure organisation du système de santé et améliorer l'orientation du patient » ;
- l'ordonnance no 96-945 du 24 avril 1996, (article L.162-31-1 du code de la sécurité sociale), du côté de l'assurance maladie, introduit conjointement aux côtés des filières de soins « des réseaux de soins expérimentaux permettant la prise en charge globale des patients atteints de pathologies lourdes ou chroniques. »

Elles ouvrent la possibilité de créer des réseaux expérimentaux ambulatoires relevant de l’article L162-31-1 du code de la sécurité sociale.
Elles permettent de mettre en place de nouveaux actes médicaux spécifiques des réseaux de santé en dérogation par rapport à la nomenclature générale des actes professionnels (NGAP) en vigueur en 1996 dits « actes dérogatoires ».
Si le principe d’un large accès à l’expérimentation est posé par les ordonnances (toute personne morale ou physique), il est contrebalancé par une procédure rigoureuse : l'instruction des dossiers demandant des dérogations au code de la sécurité sociale relève de la caisse nationale de l'assurance maladie (CNAM) et du Conseil d'Orientation des Filières et Réseaux de Soins (COFRES) dite « commission Soubie » en concertation avec l’union régionale des caisses d'assurance maladie (URCAM), sollicitée pour un avis d’opportunité sur le projet en tenant compte des priorités de santé régionales, l’agence régionale de l'hospitalisation (ARH) (si le réseau inclut un hôpital) et la direction régionale des Affaires sanitaires et sociales (DRASS).
En 1997, la plupart des réseaux se fédèrent dans la Coordination Nationale des Réseaux (CNR) qui elle-même se déclinera en fédérations régionales notamment sur les régions Rhône-Alpes, Aquitaine et PACA.
Le 23 mai de la même année, la circulaire DGS no 366 relative aux mesures nouvelles pour 1997 dans le domaine du soin aux toxicomanes traite de « l'amélioration de l'accès aux traitements de substitution, la poursuite de l'implication des médecins libéraux dans la prise en charge des toxicomanes par le développement de réseaux Toxicomanie Ville/Hôpital. » De plus, elle donne en annexe pour la première fois une évaluation succincte des réseaux.
La circulaire DGS/DAS/DIRMI no 97/568 du 19 août 1997« relative aux actions de santé en faveur des personnes en difficulté ouvrent des crédits pour la constitution de nouveaux réseaux de santé de proximité ou la consolidation de ceux existants (composés de professionnels du champ sanitaire et social, hospitalier et libéral ainsi que les professionnels chargés de l'insertion). Il s'agit d'offrir des réponses adaptées en matière d'accès aux soins et à la santé et d'assurer un suivi social des personnes, dans une démarche de santé publique territorialisée où chaque acteur trouve sa place (usagers, professionnels, collectivités territoriales, institutions publiques et parapubliques). »
Puis les réseaux « cancérologie » et « diabète de type 2 » bénéficient de nouvelles dispositions,.
En 1999, la circulaire DGS/DAS/DH/DSS/DIRMI no 99-648 du 25 novembre 1999 relative aux réseaux de soins préventifs, curatifs, palliatifs ou sociaux fait une synthèse des textes législatifs et réglementaires précédents, précise les instructions pour les demandes de financement des réseaux par des crédits de l'état et leur modalités de mise en œuvre et donne une typologie des réseaux de santé :
1. les réseaux inter-établissements : il s'agit de « réseaux d'urgence entre SAMU et établissements ou entre structures de prise en charge des urgences périnatales, de réseaux télématiques, de réseaux spécialisés (cancer...), de réseaux entre hôpitaux de niveaux différents pour la chirurgie ou pour la formation médicale continue (FMC), ou de réseaux de complémentarité d'établissements publics et/ou privés dans la ligne des articles 6 et 7 de la loi n°91-748 du 31 juillet 1991 ».
2. les réseaux thématiques purs : « ces réseaux ont vocation à transmettre un savoir ou un mode de traitement très spécifique, d'abord en intra-hospitalier, puis en inter-hospitalier, puis vers la ville lorsque les malades quittent l'hôpital : réseaux de lutte contre la douleur, de soins palliatifs, de prise en charge de maladies rares, du diabète de type 2, certains réseaux périnatalité, réseaux psychiatriques s'attachant aux retentissements de maladies graves (infection à VIH et/ou à VHC, cancer, pratiques addictives), majorité des réseaux cancer. »
3. les réseaux évoluant vers des réseaux de santé de proximité : c'est-à-dire « la grande majorité des réseaux (probablement plus de 1000 actuellement), directement visés par cette circulaire. Il s'agit de réseaux parfois anciens (quinze, voire vingt ans) destinés au départ à la prise en compte thérapeutique d'une pathologie complexe ou d'une population complexe. Ils passent spontanément en une dizaine d'années de réseaux de soins monopathologiques à réseaux de santé de proximité. D'initiatives diverses, ils peuvent être lancés par des médecins hospitaliers ou de ville, mais aussi des paramédicaux, pharmaciens d'officine, travailleurs sociaux, cellules RMI, associations d'usagers. »
4. les réseaux prévus par l'article L162-31-1 du code de la sécurité sociale : « ces réseaux expérimentaux ont pour objet de vérifier la viabilité de formes d'exercice fondées sur la prise en charge globale des assurés, tant au plan des soins que de la prévention et, le cas échéant, de l'accompagnement social, et de s'assurer de la pertinence médico-économique des réseaux pour prendre en charge le suivi de pathologies lourdes ou chroniques. » Ce sont les réseaux issus des « ordonnances Juppé » (cf. supra).

La loi no 98-1194 du 23 décembre 1998 de financement de la sécurité sociale pour 1999, par son article 25, crée un fonds d'aide à la qualité des soins de ville (FAQSV)« pour notamment la mise en place et au développement de formes coordonnées de prise en charge et notamment des réseaux de soins liant des professionnels de santé exerçant en ville à des établissements de santé. Le fonds peut financer notamment les dépenses d'équipement des professionnels de santé ou de regroupements de ces professionnels ainsi que les dépenses d'étude et de recherche menées pour leur compte. »
« Les ressources du fonds sont constituées par une participation des régimes obligatoires d'assurance maladie, dont le montant est fixé chaque année par la loi de financement de la Sécurité sociale, et pour 1999 à 500 millions de francs. »
La gestion du fonds d'aide à la qualité des soins de ville est fixée par décret et exercée par un comité national de gestion placé au sein de la caisse nationale de l'assurance maladie des travailleurs salariés au niveau national et par les URCAM au niveau régional.
À cette période se retrouvent donc 2 modes de financement pour les réseaux de santé : l’un pour leur fonctionnement (équipement, salariés du « pôle de coordination », études, recherche, évaluation) par le FAQSV et l'autre, pour les nouveaux actes de prise en charge coordonnée, par les actes dérogatoires issus des « ordonnances Juppé ».

### Lois de 2002
À partir de 2002 se crée une nouvelle architecture de références : la loi de financement de la sécurité sociale pour 2002 par son article 36 modifie le code de la sécurité sociale et crée au sein de l'objectif national de dépenses d'assurance maladie (ONDAM) une dotation nationale de développement des réseaux (DNDR) et sa déclinaison en dotations régionales de développement des réseaux (DRDR). Cette dotation est parfois appelée 5e enveloppe de l’ONDAM.
La dotation est de :
- 22 millions d’euros en 2002
- 46 millions d’euros en 2003
- 105 millions d’euros en 2004
- 138 millions d’euros en 2005 [Note 4]
- 125 millions d’euros en 2006

Régionalement, le dispositif décisionnel est géré conjointement par l’ARH et l’URCAM et les demandes de financement, élaborées à partir de dossiers types, sont déposées au secrétariat commun ARH-URCAM.

Par ailleurs, la loi no 2002-303 du 4 mars 2002 relative aux droits des malades et à la qualité du système de santé,dite loi Kouchner, crée au sein du code de santé publique un article définissant les réseaux de santé : 
« Les réseaux de santé ont pour objet de favoriser l'accès aux soins, la coordination, la continuité ou l'interdisciplinarité des prises en charge sanitaires, notamment de celles qui sont spécifiques à certaines populations, pathologies ou activités sanitaires. Ils assurent une prise en charge adaptée aux besoins de la personne tant sur le plan de l'éducation pour la santé, de la prévention, du diagnostic que des soins. Ils peuvent participer à des actions de santé publique. Ils procèdent à des actions d'évaluation afin de garantir la qualité de leurs services et prestations. Ils sont constitués entre les professionnels de santé libéraux, les médecins du travail, des établissements de santé, des centres de santé, des institutions sociales ou médico-sociales et des organisations à vocation sanitaire ou sociale, ainsi qu'avec des représentants des usagers. Les réseaux de santé qui satisfont à des critères de qualité ainsi qu'à des conditions d'organisation, de fonctionnement et d'évaluation fixés par décret peuvent bénéficier de subventions de l’État, dans la limite des crédits inscrits à cet effet chaque année dans la loi de finances, de subventions des collectivités territoriales ou de l'assurance maladie ainsi que de financements des régimes obligatoires de base d'assurance maladie pris en compte dans l'objectif national de dépenses d'assurance maladie. »

Deux décrets mettent en place l’ensemble de ces mesures : 
- le décret no 2002-1298 du 25 octobre 2002[28]
- le décret no 2002-1463 du 17 décembre 2002[29]

À la suite de l'audit réalisé par l’inspection générale des affaires sociales (IGAS) en 2006, la loi no 2006-1640 du 21 décembre 2006 de financement de la sécurité sociale pour 2007a créé en son article 94 un nouveau fonds appelé « fonds d'intervention pour la qualité et la coordination des soins » (FIQCS) issu de la fusion du FAQSV et de la DNDR, (devenu le fonds d'intervention régional – FIR en 2012).

## Modalités et objectifs
Dans son usage habituel, le réseau de santé représente un groupe de professionnels médicaux, para-médicaux sociaux, voire culturel, qui travaillent conjointement pour coordonner le parcours de santé de patients autour d'une pathologie (par exemple le diabète, la mucoviscidose, etc.) ou d'une thématique de santé (grand-âge, handicap, précarité, santé sexuelle, mère-enfant, ...).
Il assure une prise en charge adaptée aux besoins de la personne tant sur le plan de l'éducation pour la santé, de la prévention, du diagnostic que des soins et peut participer à des actions de santé publique. 
Il procède également à des actions d'évaluation afin de garantir la qualité de ses services et prestations.
Un réseau de santé peut avoir une implantation géographique locale, régionale ou nationale (voire internationale).
Tout en respectant les règles déontologiques et éthiques liées à leurs professions, les membres du réseau échangent entre eux les données du dossier médical du patient suivi afin de coordonner le parcours de santé.
Pour communiquer, le réseau utilise les moyens classiques (réunion, dossier, formulaire, lettre, téléphone, télécopie, etc.). Mais depuis quelques années, grâce à internet, il est possible aux membres du réseau d'utiliser un site Web commun avec accès sécurisé ainsi que des courriels chiffrés et authentifiés pour échanger des informations et prescriptions nécessaires au suivi du malade, qu'il soit hospitalisé ou à son domicile.

## Statut juridique des réseaux de santé
Selon le Code de la Santé Publique, les réseaux de santé peuvent se constituer en groupements de coopération sanitaire, groupements d'intérêt économique, groupements d'intérêt public ou associations. Les réseaux peut donc avoir une personnalité morale. Seuls les réseaux ayant un statut juridique sont aptes à recevoir des subventions de l'état.
Son organisation doit être formalisée par les documents suivants :
- Le « document d’information aux usagers » qui définit les éléments suivants « prestations proposées », « information à chaque étape de la prise en charge », « libre choix[34] » ;
- La « charte du réseau » qui définit les éléments suivants « rôles respectifs des intervenants », « modalités de coordination, de prise en charge, de partage de l’information », « protocoles et référentiels de prise en charge[35] » ;
- La « convention constitutive » qui définit les éléments suivants « objet et objectifs poursuivis », « organisation et fonctionnement[36] ».